# Amtsgericht Gransee
Das Amtsgericht Gransee war ein preußisches Amtsgericht mit Sitz in Gransee in der Provinz Brandenburg.

## Geschichte
Ab 1849 bestand das Kreisgericht Neuruppin mit einer Zweigstelle (Gerichtskommission) in Gransee. Übergeordnet war das Appellationsgericht Frankfurt a. d. Oder. Im Rahmen der Reichsjustizgesetze wurden diese Gerichte aufgehoben und reichsweit einheitlich Oberlandes-, Land- und Amtsgerichte gebildet. Das königlich preußische Amtsgericht Gransee wurde mit Wirkung zum 1. Oktober 1879 als eines von 15 Amtsgerichten im Bezirk des Landgerichtes Neuruppin im Bezirk des Kammergerichtes gebildet. Der Sitz des Gerichtes war die Stadt Gransee. Sein Gerichtsbezirk umfasste aus dem Landkreis Ruppin der Stadtbezirk Gransee und die Amtsbezirke Altlüdersdorf, Buberow, Häsen und Zernickow sowie der Amtsbezirk Löwenberg ohne die Teile, die dem Amtsgericht Lindow zugeordnet waren und den Amtsbezirk Rauschendorf ohne den Gemeindebezirk Rönnebeck. Am Gericht bestand 1880 eine Richterstelle. Das Amtsgericht war damit ein kleines Amtsgericht im Landgerichtsbezirk.
Zum 1. Juli 1951 wurde das Amtsgericht Gransee in eine Zweigstelle des Amtsgerichtes Neuruppin herabgestuft. Im Jahre 1952 wurden in der DDR die Amtsgerichte abgeschafft und stattdessen Kreisgerichte gebildet. Gransee kam zum Kreis Gransee im Bezirk Potsdam, zuständiges Gericht war damit das Kreisgericht Gransee. Das Amtsgericht Gransee wurde aufgehoben. Mit dem Gesetz über die Neugliederung der Kreisgerichtsbezirke im Land Brandenburg (Brandenburgisches Kreisgerichtsbezirksgesetz – BbgKrGBG) vom 8. Dezember 1992 wurden das Kreisgericht Gransee aufgehoben und das Kreisgericht Zehdenick an seiner Stelle geschaffen. Bis zum Ablauf des 31. Dezember 1999 wurde eine Zweigstelle Gransee des Amtsgerichtes Zehdenick geführt.